# Лакенський цвинтар
Лакенський цвинтар (фр. Cimetière de Laeken, нід. Begraafplaats van Laken) — стародавній некрополь в районі Лакен на півночі Брюсселя, одне з головних кладовищ Бельгії.
Цвинтар відомий чудовими зразками похоронного мистецтва XIX століття і знаменитою бронзовою статуєю «Мислителя» Родена, яку для свого надгробка придбав у 1927 році антиквар і колекціонер Жозеф Ділл. Поруч зі входом знаходиться невеликий музей, присвячений творчості скульптора Ернеста Саля (1845—1923), автора багатьох цікавих надгробків. У крипті розташованої поруч з цвинтарем церкви Богоматері знаходиться усипальниця членів бельгійської королівської сім'ї.